# Макаров, Пётр Иванович (Герой Социалистического Труда)
Пётр Иванович Макаров (род. 29 декабря 1931 году, в станице Новобейсугская, Выселковский район, Краснодарский край - умер 26 июля 1970 года) — комбайнёр колхоза имени Свердлова Кореновского района Краснодарского края. Герой Социалистического Труда (23.06.1966).

## Биография
В 1931 году в станице Новобейсугская в русской крестьянской семье родился Пётр Макаров. 
После завершения обучения в школе, стал учиться в Песчанокопском сельскохозяйственном училище. А с 1949 года начал трудовую деятельность механизатором колхоза имени Свердлова Кореновского района Краснодарского края.
Макаров постоянно достигал рекордных результатов в полевых работах. На протяжении 19 лет являлся лучшим комбайнёром колхоза. Неоднократно выезжал на уборку урожая в другие регионы.  
Указом от 23 июня 1966 года за достижения высоких производственных результатов в сельском хозяйстве Пётр Макаров был удостоен звания Герой Социалистического Труда с вручением ордена Ленина и золотой медали «Серп и Молот».
Проживал в родной станице Новобейсугская. Трагически погиб 26 июля 1970 года.

## Награды
Имеет следующие награды, за трудовые успехи:
- Герой Социалистического Труда (23.06.1966);
- Орден Ленина (23.06.1966).